# Boštjan Kline
Boštjan Kline (ur. 9 marca 1991 w Mariborze) – słoweński narciarz alpejski, trzykrotny medalista mistrzostw świata juniorów.

## Kariera
Po raz pierwszy na arenie międzynarodowej Boštjan Kline zaprezentował się 18 grudnia 2006 roku podczas zawodów FIS Race w norweskim Geilo. Nie ukończył wtedy pierwszego przejazdu w slalomie gigancie. W 2008 roku wystartował na mistrzostwach świata juniorów we Fromigal, gdzie jego najlepszym wynikiem było szóste miejsce w supergigancie. Dwa lata później, podczas mistrzostw świata juniorów w Mont Blanc wywalczył brązowy medal w zjeździe. Jednak największy sukces w tej kategorii wiekowej osiągnął na mistrzostwach świata juniorów w Crans-Montana w 2011 roku, gdzie był najlepszy w zjeździe i supergigancie.
W Pucharze Świata zadebiutował 11 grudnia 2009 roku we francuskim Val d’Isère, gdzie nie ukończył superkombinacji. Pierwsze pucharowe punkty zdobył 16 marca 2011 roku w szwajcarskim Lenzerheide, zajmując 15. pozycję w zjeździe. Pierwszy raz na podium stanął 30 stycznia 2016 roku w Garmisch-Partenkirchen, zajmując drugie miejsce w zjeździe. W zawodach tych rozdzielił Norwega Aleksandra Aamodta Kilde i Beata Feuza ze Szwajcarii.
Kline znalazł się w kadrze Słowenii na Zimowe Igrzyska Olimpijskie 2018 w Pjongczang. Wystartował tam w superkombinacji, zjeździe i supergigancie. Najlepszą lokatę zajął w tej ostatniej konkurencji - zdołał ukończyć zawody w czołowej dziesiątce, plasując się na dziesiątej pozycji.

## Osiągnięcia

### Igrzyska olimpijskie
| Miejsce | Dzień     | Rok  | Miejscowość | Konkurencja     | Czas biegu | Strata | Zwycięzca          |
| ------- | --------- | ---- | ----------- | --------------- | ---------- | ------ | ------------------ |
| DNS2    | 13 lutego | 2018 | Pjongczang  | Superkombinacja | 2:06,52    | -      | Marcel Hirscher    |
| 27.     | 15 lutego | 2018 | Pjongczang  | Zjazd           | 1:40,25    | +2,78  | Aksel Lund Svindal |
| 10.     | 16 lutego | 2018 | Pjongczang  | Supergigant     | 1:24,44    | +0,92  | Matthias Mayer     |
| 10.     | 7 lutego  | 2022 | Pekin       | Zjazd           | 1:42,69    | +1,06  | Beat Feuz          |
| 20.     | 8 lutego  | 2022 | Pekin       | Supergigant     | 1:19,94    | +2,61  | Matthias Mayer     |

### Mistrzostwa świata
| Miejsce | Dzień     | Rok  | Miejscowość       | Konkurencja     | Czas biegu | Strata | Zwycięzca          |
| ------- | --------- | ---- | ----------------- | --------------- | ---------- | ------ | ------------------ |
| 30.     | 6 lutego  | 2013 | Schladming        | Supergigant     | 1:23,96    | +3,06  | Ted Ligety         |
| DNF1    | 9 lutego  | 2013 | Schladming        | Zjazd           | 2:01,32    | -      | Aksel Lund Svindal |
| DSQ1    | 11 lutego | 2013 | Schladming        | Superkombinacja | 2:56,96    | -      | Ted Ligety         |
| DNF1    | 5 lutego  | 2015 | Vail/Beaver Creek | Supergigant     | 1:15,68    | -      | Hannes Reichelt    |
| 33.     | 7 lutego  | 2015 | Vail/Beaver Creek | Zjazd           | 1:43,18    | +2,73  | Patrick Küng       |
| DSQ2    | 8 lutego  | 2015 | Vail/Beaver Creek | Superkombinacja | 2:36,10    | -      | Marcel Hirscher    |
| DNF     | 9 lutego  | 2017 | Sankt Moritz      | Supergigant     | 1:25,38    | -      | Erik Guay          |
| 7.      | 12 lutego | 2017 | Sankt Moritz      | Zjazd           | 1:38,91    | +0,52  | Beat Feuz          |
| DNF     | 6 lutego  | 2019 | Åre               | Supergigant     | 1:24,25    | -      | Dominik Paris      |
| 20.     | 9 lutego  | 2019 | Åre               | Zjazd           | 1:19,98    | +1,45  | Kjetil Jansrud     |
| DNF2    | 11 lutego | 2019 | Åre               | Superkombinacja | 1:47,71    | -      | Alexis Pinturault  |
| 24.     | 11 lutego | 2021 | Cortina d’Ampezzo | Supergigant     | 1:19,41    | +2,33  | Vincent Kriechmayr |
| 15.     | 14 lutego | 2021 | Cortina d’Ampezzo | Zjazd           | 1:37,79    | +1,45  | Vincent Kriechmayr |
| DSQ2    | 15 lutego | 2021 | Cortina d’Ampezzo | Superkombinacja | 2:05,86    | -      | Marco Schwarz      |

### Mistrzostwa świata juniorów
| Miejsce | Dzień       | Rok  | Miejscowość       | Konkurencja | Czas biegu | Strata | Zwycięzca               |
| ------- | ----------- | ---- | ----------------- | ----------- | ---------- | ------ | ----------------------- |
| 28.     | 26 lutego   | 2008 | Formigal          | Zjazd       | 1:45,31    | +3,03  | Hagen Patscheider       |
| DNF1    | 27 lutego   | 2008 | Formigal          | Slalom      | 1:29,68    | -      | Marcel Hirscher         |
| 6.      | 28 lutego   | 2008 | Formigal          | Supergigant | 1:21,02    | +0,63  | Andreas Sander          |
| DNF1    | 29 lutego   | 2008 | Formigal          | Gigant      | 1:57,00    | -      | Marcel Hirscher         |
| 16.     | 4 marca     | 2009 | Ga-Pa             | Supergigant | 1:16,64    | +1,76  | Manuel Kramer           |
| 25.     | 4 marca     | 2009 | Ga-Pa             | Zjazd       | 1:39,06    | +1,56  | Andy Plank              |
| DNF1    | 5 marca     | 2009 | Ga-Pa             | Gigant      | 2:18,49    | -      | Alexis Pinturault       |
| DNF1    | 6 marca     | 2009 | Ga-Pa             | Slalom      | 1:20,78    | -      | Jesper Riis-Johannessen |
| DNF2    | 31 stycznia | 2010 | Region Mont Blanc | Gigant      | 2:17,55    | -      | Mathieu Faivre          |
| DNF1    | 1 lutego    | 2010 | Region Mont Blanc | Supergigant | 1:29,71    | -      | Maxence Muzaton         |
| DNF1    | 2 lutego    | 2010 | Region Mont Blanc | Slalom      | 1:30,97    | -      | Reto Schmidiger         |
| 3.      | 4 lutego    | 2010 | Region Mont Blanc | Zjazd       | 1:19,32    | +0,13  | Mattia Casse            |
| 14.     | 30 stycznia | 2011 | Crans-Montana     | Gigant      | 2:19,62    | +3,56  | Alexis Pinturault       |
| DNF2    | 31 stycznia | 2011 | Crans-Montana     | Slalom      | 1:28,54    | -      | Reto Schmidiger         |
| 1.      | 3 lutego    | 2011 | Crans-Montana     | Zjazd       | 1:37,34    | -      | -                       |
| 1.      | 4 lutego    | 2011 | Crans-Montana     | Supergigant | 1:22,43    | -      | -                       |

### Puchar Świata

#### Miejsca w klasyfikacji generalnej
- sezon 2010/2011: 130.
- sezon 2011/2012: 235.
- sezon 2012/2013: 120.
- sezon 2013/2014: -
- sezon 2014/2015: 101.
- sezon 2015/2016: 24.
- sezon 2016/2017: 20.
- sezon 2017/2018: 71.
- sezon 2018/2019: 86.
- sezon 2019/2020: 126.
- sezon 2020/2021: 106.
- sezon 2021/2022: 72.

#### Miejsca na podium w zawodach
1. Ga-Pa – 30 stycznia 2016 (zjazd) – 2. miejsce
2. Hinterstoder – 27 lutego 2016 (supergigant) – 2. miejsce
3. Kvitfjell – 24 lutego 2017 (zjazd) – 1. miejsce